# Олександр Франтішек Ходкевич
Олександр Франтішек Ходкевич (пол. Aleksander Franciszek Chodkiewicz, 4 червня 1776 — 24 січня 1838) — граф в Королівстві Польському у 1820 р., військовий діяч Польщі, відставний генерал-майор (бригадний генерал), письменник, драматург, хімік, літограф, меценат, колекціонер, полковник армії Варшавського герцогства, генерал і сенатор Королівства Польського, депутат від Сандомирського повіту до парламентів 1820 і 1825 років, масон. В перекладі на російську мову іменувався Олександр Іванович чи Олександр Миколайович Ходкевич.

## Біографія
Син Яна Миколая Ксаверія Ходкевича, герба Костеша (1738—1781), старости жемойтського, та Людвіки Марії Жевуської гербу Кривда (1744—1816), гетьманівни. Мав братів Вацлава та Юзефа, а також сестер Розалію (1768—1794), у шлюбі княгиню Любомирську, та Ельжбету (померла 1804), одружену з князем Мацеєм Радзивіллом.
У 1794 році брав участь у польському повстанні під керівництвом Тадеуша Костюшка, був майором народної гвардії. Після придушення повстання — у відставці в чині полковника, оселився у своїх маєтках на Волині (Чорнобиль та Млинів). З 1809 брав участь у діяльності польських таємних організацій на Волині.
У 1812 році після заняття Вільни французькою армією став членом комітету у справах збройних сил литовського Тимчасового уряду ВКЛ. За свій рахунок він сформував 18-й піхотний полк у складі армії Наполеона і став його командиром.
У 1813 році разом із полком перебував в обложеній Модлінській фортеці. Після її капітуляції (25 грудня) — потрапив у полон. 20 січня 1815 р. отримав чин полковника та був назначений начальником штабу дивізії гвардії Королівства Польського. 2 грудня 1818 року у відповідь на його прохання був звільнений в чині бригадного генерала (генерал-майора).
З 9 квітня 1819 — став сенатором — каштеляном Королівства Польського. Але 4 жовтня 1819, будучи ображеним великим князем Костянтином Павловичем, різко виступив проти нього на засіданні Сенату, за що 17 жовтня того ж року був позбавлений звання сенатора. В 1820 і 1825 роках обирався депутатом сейму від Сандомирського воєводства.
Він був почесним членом Віленського університету (1819), Cільськогосподарських товариств (Société d'agriculture) і Гальванічного товариства (Société galvanique de Paris) у Парижі, Мінералогічного товариства у Вільні та Санкт-Петербурзі, Фармацевтичного товариства у Вільні та Санкт-Петербурзі.
Належав до масонських лож «Храм Ісіди» у Варшаві, «Школа Сократа» у Вільні, «Досконала Таємність» у Дубно та «Чеснота Увінчана» у Рафалівці.
З 1820 року став членом польського Патріотичного товариства. Сприяв контактам його представників із членами Південного товариства. Заарештовано в Млинові 8 лютого 1826 року за донесенням великого князя Костянтина Павловича та доставлений під конвоєм в Санкт-Петербург. Так як довести належність Ходкевича до таємних товариств не вдалося, він був звільнений, але протягом року мав жити в Житомирі під наглядом поліції. Після придушення листопадового повстання він повернувся до містечка Млинів Волинської губернії, де й жив до смерті.

## Родина
За своє життя Олександр Франтішек Ходкевич був двічі одружений. У 1799 році вперше одружився з Кароліною Терезою Валевською (1778—1846), дочкою Михайла Валевського та Ядвіги Турно. З 1814 подружжя жило в роз'їзді, а після офіційного розлучення в 1822 вона стала дружиною (першою) князя О. С. Голіцина. 
Діти:
- Софія Ходкевич (1803—1871), дружина графа Віктора Оссолінського
- Ян Кароль Ходкевич (1804/1805 — 1855)
- Мечислав Міхал Ходкевич (1807—1851)

1824 року в Млинові вдруге одружився з Францискою Ксаверією Щеньовською (1806—1855). Від цього шлюбу народився єдиний син:
- Болеслав Ходкевич (1825/1826 — 1867)